# Списак епизода серије Врућ ветар
Врућ ветар је југословенска телевизијска серија, снимљена у продукцији Телевизије Београд 1980. године. Серија прати живот и авантуре Боривоја Шурдиловића „Шурде” (Љубиша Самарџић), младића који се сели из Власотинца у Београд, у потрази за бољим животом. Режирао ју је Александар Ђорђевић, по сценарију који је написао Синиша Павић.

## Списак епизода
| Бр. у серији | Назив                    | Редитељ             | Сценариста   | Премијерно емитовање |
| --- | ------------------------ | ------------------- | ------------ | -------------------- |
| 1 | Човек на погрешном месту | Александар Ђорђевић | Синиша Павић | 6. јануар 1980.      |
| Боривоје Шурдиловић звани Шурда из Власотинца долази у Београд у потрази за бољим животом. Настањује се "привремено" код ујака Фирге, пензионисаног зидара нежење, који живи у заједници са својом мајком, у малој трошној кући коју је својевремено лично сазидао. Шурдин отац Соћа купује сину берберски локал са сталним муштеријама, али он тај посао обавља као морање, осећајући да то није његов прави позив. Ту среће старог пријатеља из детињства Слободана Михајловића званог Боб. Девојка са којом је био у вези убрзо га оставља, незадовољна што брже не напредује у животу. Када једном приликом дође до обрачуна са муштеријом, Шурда револтиран продаје берберницу. |                          |                     |              |                      |

| Бр. у серији | Назив    | Редитељ             | Сценариста   | Премијерно емитовање |
| --- | -------- | ------------------- | ------------ | -------------------- |
| 2 | Таксиста | Александар Ђорђевић | Синиша Павић | 13. јануар 1980.     |
| Шурда је у потрази за послом којим може лако да заради пуно пара, а Боб му предлаже посао таксисте. Од пара добијених продајом бербернице, Шурда купује један стари Шевролет и започиње тај посао, али има проблем са муштеријама, јер углавном вози оне који слабо плаћају, а убрзо долази у сукоб и са такси удружењем, јер није поштовао сва њихова правила. Кобна вожња води га на фудбалску утакмицу, где му руља демолира ауто, након чега одустаје и од овог занимања. У својој последњој вожњи одвози Боба на аеродром, а овај му обећава да ће му се једног дана, када оствари своје амбиције у иностранству, одужити. |          |                     |              |                      |

| Бр. у серији | Назив        | Редитељ             | Сценариста   | Премијерно емитовање |
| --- | ------------ | ------------------- | ------------ | -------------------- |
| 3 | Гастарбајтер | Александар Ђорђевић | Синиша Павић | 20. јануар 1980.     |
| Пошто му отац није послао паре које је тражио, Шурда одлази код својих у Власотинце да их лично узме. Тамо поново среће Боба, за кога се мисли да је веома успешан у Немачкој, у коју је у међувремену отишао. Боб му каже да треба и он да оде у Немачку и да ће му помоћи да нађе посао. Шурда почиње да учи немачки и врло брзо стиже у Франкфурт, на Бобову адресу. Испоставља се да Боб заправо није успешан пословни човек, већ да је само искоришћавао гостопримство своје богате љубавнице Афронзине, која баш у дану Шурдиног доласка, незадовољна целокупним Бобовим понашањем, прекида њихову везу и избацује га из куће. Боб је ипак покушао да помогне Шурди, пославши га на пар адреса својих познаника како би му дали неки посао, али пошто Шурди ниједан посао није одговарао, одлучује да се врати у Београд. |              |                     |              |                      |

| Бр. у серији | Назив        | Редитељ             | Сценариста   | Премијерно емитовање |
| --- | ------------ | ------------------- | ------------ | -------------------- |
| 4 | Кобни сусрет | Александар Ђорђевић | Синиша Павић | 27. јануар 1980.     |
| Шурда преко бироа добија посао у супермаркету, где надгледа купце да не краду, али први кога је ухватио у крађи је управо Боб који се и сам вратио из Немачке. Шурда тражи да Боб плати апарат за бријање који је украо, али он нема пара, па убеђује Шурду да плати уместо њега, због чега овај долази у сукоб са својим шефом. После седам дана рада Шурда добија отказ. Баба и ујак га саветују да се ожени, мислећи да ће једино жена моћи да га издржава, док најзад не нађе неки озбиљан, стални посао. Шурда потом случајно, у кафани, упознаје Весну, за коју закључује да је еманципована, способна, пословна жена, што му се веома допада. Након врло кратког забављања, он јој нуди брак, а она одмах пристаје, јер јој је станодавац уручио неочекивани отказ. Упркос разочарењу свог оца, који му је нашао богату удавачу, Шурда се жени Весном и са њом наставља да живи код бабе и ујака, издржавајући се женином платом. |              |                     |              |                      |

| Бр. у серији | Назив      | Редитељ             | Сценариста   | Премијерно емитовање |
| --- | ---------- | ------------------- | ------------ | -------------------- |
| 5 | Брачни вир | Александар Ђорђевић | Синиша Павић | 3. фебруар 1980.     |
| Ујак Фирга, одлази у предузеће Цреп и цигла, где је радио док није пао са скеле и отишао у пензију. Наговара директора, свог старог друга коме је својевремено помогао, да запосли његовог сестрића Шурду, јер му је и сам земљак. Шурда тако постаје референт за жалбе незадовољних купаца станова које је изградило ово предузеће. Понуђено радно место му се не свиђа, али пошто Весна у међувремену остаје без посла, принуђен је да га прихвати. Брак са Весном запада у кризу, јер се испоставља да се услед брзине његовог склапања супружници нису добро упознали, те да нико није баш оно што је друга страна веровала да јесте. Одлучују да се разведу, али у току саме бракоразводне парнице, Шурда сазнаје да Весна чека њихово дете, па повлачи тужбу и брак се спашава. |            |                     |              |                      |

| Бр. у серији | Назив | Редитељ             | Сценариста   | Премијерно емитовање |
| --- | ----- | ------------------- | ------------ | -------------------- |
| 6 | Стан  | Александар Ђорђевић | Синиша Павић | 10. фебруар 1980.    |
| Шурда тражи стан од предузећа у којем ради и моли стамбену комисију да изађе на терен и утврди услове у којима он живи. Како би скупио довољан број бодова и избио на одговарајуће место стамбене ранг-листе, доводи Боба као лажног рођака сустанара. Међутим, фали још бодова па одлучују да зазидају прозор, како би простор био без светлости и полупају цреп, како би прокишњавало и тако се створила влага, пре него што дође комисија. Иако је намера успела и комисија доделила Шурди довољно бодова, испоставило се да је стан припао неком другом. У питању је магистар Чоловић, кога предузеће хитно запошљава, како би помогао у превазилажењу тешке финансијске ситуације. Ипак, Шурда одлучује да се илегално усели у стан, што са породицом и чини. |       |                     |              |                      |

| Бр. у серији | Назив         | Редитељ             | Сценариста   | Премијерно емитовање |
| --- | ------------- | ------------------- | ------------ | -------------------- |
| 7 | На барикадама | Александар Ђорђевић | Синиша Павић | 17. фебруар 1980.    |
| Весна се запослила и ради као стјуардеса. Шурда се већ две године суди са предузећем Цреп и цигла пошто се бесправно уселио у стан као и зато што му је онемогућено да ради, јер је одмах након бесправног усељења добио отказ. На крају, пресуђено је да је предузеће дужно да Шурду врати на посао и исплати му све заостале зараде, али да и он мора да се исели из стана у року од петнаест дана, с обзиром да је као легални корисник одређен магистар Чоловић. Безизлазну ситуацију решава одлука општине да се Фиргина кућа сруши, услед чега он као компензацију добија нови стан. Међутим, испоставља се да се и у тај стан неко у међувремену бесправно уселио, а у питању је Пера, хемичар и проналазач. |               |                     |              |                      |

| Бр. у серији | Назив      | Редитељ             | Сценариста   | Премијерно емитовање |
| --- | ---------- | ------------------- | ------------ | -------------------- |
| 8 | Проналазак | Александар Ђорђевић | Синиша Павић | 24. фебруар 1980.    |
| После шест месеци суђења са Пером, Фирга, Шурда и остали коначно се усељавају у стан. Шурда зарађује копајући бунаре по селима у околини Београда, иако породица инсистира да новац који је добио на име заосталих зарада почне да троши на оно што сматрају неопходним. При повратку са посла Шурда упознаје Крстивоја Крстића, приватног ауто-превозника, који му нуди вожњу, али убрзо доживљавају судар, након кога Крстивоју бива одузета возачка дозвола због сталне алкохолисаности. Шурда користи прилику и са њим ступа у ортаклук, да ради као возач његовог камиона. Једна од муштерија Шурде и Крстивоја је проналазач Пера, који је био у Фиргином стану, а он му се поверава у вези свог најновијег проналаска који алкохолна пића претвара у безалкохолна. Шурда сав новац од својих заосталих зарада улаже у Перин проналазак, верујући да је у питању нешто епохално. Међутим, проналазак пропада јер тржиште није било заинтересовано за алкохолна пића која не опијају. Весна је изразито разочарана Шурдиним поступком, што наговештава нову брачну кризу. |            |                     |              |                      |

| Бр. у серији | Назив    | Редитељ             | Сценариста   | Премијерно емитовање |
| --- | -------- | ------------------- | ------------ | -------------------- |
| 9 | Бродолом | Александар Ђорђевић | Синиша Павић | 3. март 1980.        |
| Весна је од свог предузећа добила стан, па су се коначно она, Шурда и дете одселили од бабе и ујака. Весна је почела да се тајно виђа са Марком Бошковићем, пословним човеком кога је упознала радећи као стјуардеса. Боб се у међувремену запослио у фирми код Бошковића и тако сазнао да је Весна постала његова љубавница и то рекао Шурди. Шурда одлази да се обрачуна са Бошковићем, који се након тога одриче Весне, а Шурда одлучује да јој опрости под условом да одмах напусти посао стјуардесе, пређе на нормално радно време, а посвети се кући и породици. Шурда добија подршку од бабе, ујака и оца Соће, који долази на унуков рођендан. Весна пристаје и прелази на рад у шалтерској служби аеродрома. |          |                     |              |                      |

| Бр. у серији | Назив   | Редитељ             | Сценариста   | Премијерно емитовање |
| --- | ------- | ------------------- | ------------ | -------------------- |
| 10 | Шампион | Александар Ђорђевић | Синиша Павић | 10. март 1980.       |
| Крстивоје раскида ортаклук и Шурда је поново без посла. Боб се у међувремену оженио знатно млађом женом, која му стално замера што је нигде не изводи. Да би се искупио, Боб купује улазнице за гала приредбу, али пошто његов канцеларијски колега изненада умире и то на радном месту, Боб је спречен да оде, па улазнице уступа Шурди и Весни. У брзини припремања за излазак, Весна не успева да направи фризуру какву је желела, а да би је утешио, Шурда јој лично прави фризуру. Та креација бива награђена на приредби и то од стране главног организатора из Француске. Присутни новинари, видевши одушевљење организатора, заказују интервју са Шурдом, након чега он постаје познат у јавности. Шурда се пријављује за такмичење европских фризера у Бечу на коме односи победу и схвата да је то његов прави позив. Отвара фризерски салон и постаје познати београдски фризер. На рођендан Шурдиног и Весниног сина, поред бабе и ујака Фирге дошли су и Шурдин отац, мајка, сестра и зет из Власотинца, као и Боб са супругом. На рођендану се окупљају и новинари који интервјуишу Шурду, а посебно их интересује његов живот пре него што је постао познат. Шурда спречава новинаре да такво питање поставе његовој породици и на крају сам одговара на њега, при чему на врло специфичан начин дочарава све авантуре кроз које је прошао, а интервју се завршава у његовој некадашњој берберници, где Шурда схвата да је на самом почетку, баш тада кад је био најнезадовољнији и када му се чинило да највише греши, заправо био најближи свом сну. |         |                     |              |                      |